# Bitsingda
Bitsingda est un village de la région du Centre du Cameroun. Il est localisé dans l'arrondissement (commune) d'Okola. On y accède par la piste rurale qui lie Ndangueng à Ngong.

## Population et société
En 1965, la population de Bitsingda était de 377 habitants. Bitsingda comptait 402 habitants lors du dernier recensement de 2005. La population est constituée pour l’essentiel du peuple Eton.